# Zdzisław Majewski
Zdzisław Marian Majewski (ur. 22 lutego 1895 w Częstochowie, zm. między 20 a 22 kwietnia 1940 w Katyniu) – polski prawnik, major audytor Wojska Polskiego, ofiara zbrodni katyńskiej.

## Życiorys
Był synem Stanisława (ur. 1860) i Florentyny Marii z Janowskich (ur. 1863). Żołnierz I Brygady Legionów, walczył m.in. pod Łowczówkiem. Uczestnik wojny polsko-bolszewickiej w 36 pułku piechoty Legii Akademickiej.   
Po zakończeniu działań wojennych pozostał w wojsku. W 1923 służył w stopniu porucznika ze starszeństwem z dniem 1 czerwca 1919 i 1002 lokatą w 7 pułku piechoty Legionów. Absolwent Wydziału Prawa Uniwersytetu Warszawskiego (1925). 20 sierpnia 1925 w stopniu porucznika został powołany ze stanu nieczynnego i powrócił do macierzystego 7 pp Leg. W 1926 awansował do stopnia kapitana w korpusie oficerów piechoty ze starszeństwem z dniem 1 lipca 1925 i 131 lokatą. Został przeniesiony z korpusu oficerów piechoty do korpusu oficerów sądowych i w 1928 służył w Wojskowym Sądzie Okręgowym nr I. 1 stycznia 1935 awansował do stopnia majora ze starszeństwem z dniem awansu i 9 lokatą. 31 sierpnia 1935 został zwolniony ze stanowiska podprokuratora przy Wojskowym Sądzie Okręgowym nr I i przeniesiony do Wojskowego Sądu Okręgowego nr II na stanowisko sędziego śledczego. W marcu 1939 służył w Departamencie Sprawiedliwości MSWojsk. na stanowisku kierownika referatu.
W czasie kampanii wrześniowej 1939 dostał się do niewoli sowieckiej. Według stanu z grudnia 1939 był jeńcem kozielskiego obozu. Między 19 a 21 kwietnia 1940 przekazany do dyspozycji naczelnika smoleńskiego obwodu NKWD – lista wywózkowa  036/4 poz. 75 nr akt 4151, z 16 kwietnia 1940. Został zamordowany między 20 a 22 kwietnia 1940 przez NKWD w lesie katyńskim. Zidentyfikowany podczas ekshumacji prowadzonej przez Niemców w 1943 wpis w dzienniku ekshumacji z 04.05.1943, nr 804. Figuruje liście AM-187-804 i Komisji Technicznej PCK: GARF-17-0804. Na obydwóch listach zostało podane jedno imię – Zdzisław. Przy szczątkach Majewskiego znaleziono przepustkę, 3 karty pocztowe, karty wizytowe, świadectwo szczepienia w Kozielsku nr. 3448, 3 listy, kalendarzyk kieszonkowy. Znajduje się na liście ofiar (pod nr 0804) opublikowanej w Gońcu Krakowskim nr 107, w Nowym Kurierze Warszawskim nr 112 z 1943. Krewni do 1990 poszukiwali informacji przez Biuro Informacji i Badań Polskiego Czerwonego Krzyża w Warszawie.
Był żonaty z Haliną z Krzemińskich.
5 października 2007 minister obrony narodowej Aleksander Szczygło mianował go pośmiertnie na stopień podpułkownika. Awans został ogłoszony 9 listopada 2007 w Warszawie, w trakcie uroczystości „Katyń Pamiętamy – Uczcijmy Pamięć Bohaterów”.

## Ordery i odznaczenia
- Krzyż Niepodległości (12 marca 1931)[18]
- Krzyż Walecznych (dwukrotnie)[5]
- Złoty Krzyż Zasługi (18 lutego 1939)[19][11]
- Srebrny Krzyż Zasługi (19 marca 1931)[20]
- Medal Pamiątkowy za Wojnę 1918–1921[21]
- Medal Dziesięciolecia Odzyskanej Niepodległości[21]
- Krzyż Kampanii Wrześniowej – pośmiertnie 1 stycznia 1986[22]
- Odznaka za Rany i Kontuzje[21]
- Medal 10 Rocznicy Wojny Niepodległościowej (Łotwa)[23]